# Александр Сорос
Александр Сорос (англ. Alexander Soros, нар. 27 жовтня 1985 р.) — американський інвестор та філантроп. Один із п'яти дітей мільярдера Джорджа Сороса. Голова організації «Open Society Foundations» з 2023-го року.

## Біографія
Александр Сорос — син мільярдера Джорджа Сороса та Сьюзан Вебер Сорос. Він виріс у Катона (Нью-Йорк), у нього є молодший брат Григорій. Відвідував школу «King Low Heywood Thomas» в Стамфорді, штат Коннектикут. Закінчив Нью-Йоркський університет у 2009 році, а в 2018 році здобув ступінь з історії (PhD in History) у Каліфорнійському університеті в Берклі.
У 2014 році О. Сорос написав есей до книги «Бог, віра та ідентичність з попелу: рефлексії дітей та онуків людей, які пережили голокост».
Статі та авторські колонки О. Сороса публікувались у «Гардіан», «Politico», «Маямі Геральд», «Sun-Sentinel» та «The Forward».
Розпочав свою діяльність як благодійник першим великим внеском у Єврейські фонди справедливості.
Журнал «Wall Street Journal» у 2011 році написав, що О. Сорос зосереджується на «прогресивних ідеях, які можуть не мати широкої підтримки».
Після цього він приєднався до ради директорів організації «Global Witness» (як член дорадчої ради), що проводить кампанії проти порушень щодо навколишнього середовища та прав людини, пов'язаних з експлуатацією природних ресурсів; «Фонду відкритого суспільства», що працює на встановлення відповідальності урядів та демократичних процесів на міжнародному рівні; та Bend the Arc (яка була утворена при злитті Прогресивного єврейського альянсу та Єврейських фондів справедливості у 2012 році).
Александр Сорос у березні 2012 р. пожертвував 200 000 доларів Єврейській раді з питань освіти та досліджень, організації, що у 2008 р. організовувала заходи на підтримку тодішнього кандидата Барака Обами. Є лауреатом премії Gordon Parks Foundation Award за 2017 рік за свою благодійну підтримку мистецтв та гуманітарних наук.
У 2012 році створив фонд Александра Сороса, який займається питаннями соціальної справедливості та прав людини. Серед початкових грантодавців фонду — «Bend the Arc», National Domestic Workers Alliance, який представляє права 2,5 мільйона домашніх робітників у США та Make the Road New York, який захищає права латиноамериканських робітників.
Разом з Фундацією Форда та «Відкритим суспільством», Фонд Александра Сороса фінансував перше в історії національне статистичне дослідження домашніх працівників («Економіка дому: Невидимий і нерегульований світ домашньої праці», опублікований 26 листопада 2012 р.).
У 2014 році його Фонд нагородив посмертно Едвіну Чота, Хорхе Ріос Пересу, Леонсіо Квінчі Мелендесу та Франциско Пінедо — групу корінних мешканців Перу, які були вбиті через свою діяльність, намагаючись припинити незаконну вирубку лісів у їхній громаді.
У 2017 році Антонія Мело да Сілва, відома бразильська екологічна активістка, отримала премію Фонду Александра Сороса за екологічний та правозахисний активізм, що ведеться за припинення будівництва греблі Бело Монте та інших шкідливих інфраструктурних проектів у тропічному лісі Амазонії.
Александр Сорос став головою Фундацій Відкритого суспільства у 2023-ому році. З того моменту він тричі відвідав Україну.  Під час цих візитів він зустрічався з українськими можновладцями, експертами з українського громадського сектору та представниками Міжнародного фонду «Відродження». 
Має будинки в Північному Берклі (Каліфорнія), Нижньому Мангеттені та у Південному Кенсінгтоні (Лондон).
Влітку 2024-го року Александр Сорос заручився з політичною консультанткою Гумою Абедін.